# أكتاليب كاسيري
أكتاليب كاسيري (الاسم العلمي:Octolepis casearia) هو نوع من النباتات يتبع جنس الأكتاليب من الفصيلة المثنانية.